# Piedolus utus
Piedolus utus är en mångfotingart som beskrevs av Chamberlin 1930. Piedolus utus ingår i släktet Piedolus och familjen Atopetholidae. Inga underarter finns listade i Catalogue of Life.